# Полочное кино

Статья содержит информацию о завершённых производством игровых кинофильмах СССР, которые снимались для коммерческого проката, но не были своевременно выпущены в прокат, либо были выпущены только в республиканский прокат либо были выпущены в прокат, но сняты с экрана в год выпуска. Зачастую в отношении советских фильмов, попавших под запрет, киноведы и историки применяют выражение «по́лочные фи́льмы» (или «по́лочное кино́»), то есть такие фильмы, которые были отправлены на полку фильмохранилища и не были показаны зрителям.
Отношение к некоторым запрещённым фильмам позже в условиях новой социально-политической обстановки страны пересматривалось и они выходили в прокат. Так, в период хрущёвской оттепели на экраны был выпущен ряд запрещённых картин эпохи сталинизма 1930-х — начала 1950-х годов; в Перестройку был выпущен ряд «полочных фильмов» эпохи брежневского застоя конца 1960-х — начала 1980-х годов. Некоторые запрещённые кинофильмы никогда не были выпущены в прокат, но были показаны по телевидению. Некоторые запрещённые фильмы 1920—1930-х годов вообще не сохранились: либо были намеренно уничтожены, либо сгорели во время немецких бомбардировок Москвы и в частности киностудии «Мосфильм» в 1941 году.
В списке отсутствуют:
- неигровые (документальные и научно-популярные) и мультипликационные кинофильмы, которые не были выпущены в прокат;
- студенческие учебные фильмы и экспериментальные фильмы, которые изначально не предназначались для коммерческого проката;
- телефильмы, снятые по заказу Гостелерадио СССР, которые не были показаны по ЦТ;
- незавершённые фильмы, производство которых было прекращено в период съёмок.

## Фильмы, не выпущенные своевременно в прокат

### Фильмы 1926—1953
| Год  | Название (альтернативное название)                      | Режиссёр                                            | Киностудия                                        | Ч. | Метраж | Выход в прокат   | Комментарий |                      |
| ---- | ------------------------------------------------------- | --------------------------------------------------- | ------------------------------------------------- | -- | ------ | ---------------- | --- | -------------------- |
| 1935 | Наместник Будды                                         | Евгений Иванов-Барков                               | Востокфильм                                       | 9  | ?      | не выходил       | C начавшимся в 1936 году процессом по троцкистско-зиновьевскому делу, а также борьбой с так называемым «панмонголизмом», когда любое упоминание о буддизме каралось, выход в прокат стал невозможен | [ 1 ]                |
| 1936 | О странностях любви                                     | Яков Протазанов                                     | Межрабпомфильм                                    | 6  | ?      | не выходил       | Картина была завершена в декабре 1935, но не вышла на экран по идеологическим соображениям. Попав под кампанию борьбы с формализмом, была обвинена «в безыдейности, пошлости и отрыве от действительности» | [ 2 ]                |
| 1939 | Гость                                                   | Герберт Раппапорт                                   | Ленфильм                                          | 9  | ?      | не выходил       | Картина была «закончена, но не вышла на экран по тематическим соображениям» | [ 3 ]                |
| 1940 | Веселей нас нет (Рубиновые звёзды)                      | Александр Усольцев-Гарф                             | Ташкентская киностудия                            | 10 | ?      |                  | | [ 4 ]                |
| 1940 | Галя                                                    | Надежда Кошеверова                                  | Ленфильм                                          | 4  | 1010   |                  | | [ 5 ]                |
| 1940 | На дальней заставе                                      | Евгений Брюнчугин                                   | Сталинабадская киностудия                         | 7  | 1804   |                  | | [ 6 ]                |
| 1940 | Старый наездник                                         | Борис Барнет                                        | Мосфильм                                          | 11 | 2627   |                  | | [ 7 ]                |
| 1940 | Сын джигита                                             | Николай Досталь                                     | Ашхабадская киностудия                            | 3  | 812    |                  | | [ 8 ]                |
| 1940 | Шестьдесят дней (Командиры запаса)                      | Михаил Шапиро                                       | Ленфильм                                          | 8  | 2031   |                  | | [ 9 ]                |
| 1941 | Два друга (Два командира)                               | Лев Брожовский, Дарья Шпиркан, Лев Ишков            | Мосфильм                                          | 7  | ?      |                  | | [ 10 ]               |
| 1941 | Мечта                                                   | Михаил Ромм                                         | Мосфильм                                          | 12 | 2731   | 13 сентября 1943 | | [ 11 ]               |
| 1941 | Отец и сын (Вагон уходит на заре)                       | Олег Сергеев, Сергей Якушев                         | Ленфильм                                          | 8  | ?      |                  | | [ 12 ]               |
| 1941 | Первая конная                                           | Ефим Дзиган                                         | Мосфильм                                          | 10 | ?      |                  | | [ 13 ]               |
| 1941 | Песнь о дружбе                                          | Сергей Сплошнов, Иосиф Шапиро                       | Советская Белорусь                                | 5  | 1094   |                  | | [ 14 ]               |
| 1941 | Семья Януш                                              | Сигизмунд Навроцкий                                 | Советская Белорусь                                | 9  | 1987   |                  | | [ 15 ]               |
| 1941 | Сердца четырёх                                          | Константин Юдин                                     | Мосфильм                                          | 13 | 2569   | 5 января 1945    | | [ 16 ]               |
| 1942 | Железный ангел                                          | Владимир Юренев                                     | Союздетфильм, Сталинабадская киностудия           | 6  | ?      |                  | | [ 17 ]               |
| 1942 | Боевой киносборник «Лесные братья»                      | Гавриил Егиазаров, Евгений Шнейдер                  | Союздетфильм, Сталинабадская киностудия           | 5  | ?      |                  | | [ 18 ]               |
| 1942 | Музыкальный киносборник (Сборная музыкальная программа) | Александр Ивановский, Владимир Шмидтгоф             | Киевская кинофабрика, Ашхабадская киностудия      | 10 | ?      |                  | | [ 19 ]               |
| 1942 | Оборона Царицына. Вторая серия                          | Георгий Васильев, Сергей Васильев                   | ЦОКС                                              | 10 | ?      |                  | Речь о второй серии. Первая серия вышла на экраны СССР 29 марта 1942 года. Создатели фильма за первую серию получили Сталинскую премию I степени (1942). | [ 20 ]               |
| 1942 | Славный малый (Новгородцы; Мстители)                    | Борис Барнет                                        | ЦОКС                                              | 10 | ?      | 1959             | Был признан в 1942 году «идеологически незначительным», после доработки и монтажа фильм вышел на экраны страны в 1959 году. | [ 21 ]               |
| 1942 | Убийцы выходят на дорогу (Школа подлости)               | Всеволод Пудовкин, Юрий Тарич                       | ЦОКС                                              | 7  | ?      |                  | | [ 22 ]               |
| 1942 | Швейк готовится к бою                                   | Сергей Юткевич, Климентий Минц, Мария Итина         | Союздетфильм, Сталинабадская киностудия           | 8  | ?      | не выходил       | Киносборник, состоящий из двух новелл: «Моды Парижа» и «Последний крестоносец», объединённых одним персонажем — Швейком из романа Ярослава Гашека. Согласно свидетельствам Сергея Юткевича, приведённым в книге М. Долинского «Связь времён», картина была запрещена по личному распоряжению начальника Главного Политического Управления Красной Армии А. С. Щербакова без объяснения причин. | [ 23 ] [ 24 ]        |
| 1942 | Боевой киносборник «Юные партизаны»                     | Игорь Савченко, Лев Кулешов                         | Сталинабадская киностудия, Ашхабадская киностудия | 6  | 1559   | не выходил       | Киносборник, состоящий из двух новелл: «Левко» и «Учительница Карташова». Документы, объясняющие официальные причины запрета, не обнаружены. Из книги Льва Кулешова и Александры Хохловой «50 лет в кино» (1975): «Фильм безусловно был интересен, но в это время Боевые киносборники, к сожалению, прекратили выпускать, и наша работа так и не увидела экрана». | [ 25 ] [ 26 ]        |
| 1943 | Белая роза                                              | Ефим Арон                                           | ЦОКС                                              | 5  | ?      | не выходил       | Документы, объясняющие официальные причины запрета, не обнаружены. Фильм не сохранился. По ряду источников фильм был выпущен в 1943 году | [ 27 ] [ 28 ] [ 29 ] |
| 1943 | Мы с Урала                                              | Лев Кулешов, Александра Хохлова                     | Союздетфильм (на базе Сталинабадской киностудии)  | 9  | 2067   | не выходил       | Сценарий фильма был положительно принят и даже опубликован. 20 декабря 1943 года фильм получил разрешительное удостоверение, но так и не был выпущен. Документы, объясняющие официальные причины невыпуска, не обнаружены. Министр кинематографии СССР Иван Большаков в своей книге «Советское киноискусство в годы Великой Отечественной войны» (1950) называет фильм «малоинтересным и далеко не полноценным, в силу неудачной трактовки режиссёром основным персонажей фильма». По мнению Марголита и Шмырова действительная причина невыпуска — стилистика фильма, лишённая какой-либо патетики. | [ 30 ]               |
| 1943 | Боевой киносборник «Наши девушки»                       | Абрам Роом, Григорий Козинцев                       | ЦОКС                                              | 7  | 1947   | не выходил       | Киносборник, состоящий из двух новелл: «Тоня» и «Однажды ночью». Документы, объясняющие официальные причины невыпуска, не обнаружены. По мнению Марголита и Шмырова, запрет на выпуск связан с прекращением производства боевых киносборников в последние годы Великой Отечественной войны, а также с тем, что в сюжете выводилось отступление Красной армии в 1941—1942 годах, что было нежелательным в последние годы войны. | [ 31 ]               |
| 1943 | Одна семья                                              | Григорий Александров, Микайлов Микаил, Рза Тахмасиб | Бакинская киностудия                              | 10 | 2524   | не выходил       | Киносборник из трёх новелл. Художественным руководителем постановки, а также режиссёром-постановщиком одной из новелл был откомандированный в Баку Григорий Александров. Документы, объясняющие официальные причины невыпуска, не обнаружены. По мнению Марголита и Шмырова, запрет на выпуск связан с прекращением производства боевых киносборников в последние годы Великой Отечественной войны. | [ 32 ]               |
| 1943 | Он ещё вернётся                                         | Николай Шенгелая, Додо Антадзе                      | Тбилисская киностудия                             | 6  | 1638   | не выходил       | Снят на грузинском языке. Режиссёр Николай Шенгелая скончался во время работы над картиной. Заканчивал съёмки Додо Антадзе. На русский язык дублирован не был. Документы, объясняющие официальные причины невыпуска, не обнаружены. Сведения о возможном республиканском прокате в пределах ГССР также отсутствуют. | [ 33 ]               |
| 1943 | Пропавший без вести (Родные берега)                     | Владимир Браун                                      | Ташкентская киностудия                            | 4  | ?      | не выходил       | Изначально должен был войти в состав киносборника «Родные берега» вместе с короткометражной новеллой «Три танкиста», которая в 1943 году была выпущена в прокат отдельно. Документы, объясняющие официальные причины запрета, не обнаружены. По мнению Марголита и Шмырова, невыпуск фильма связан с прекращением производства боевых киносборников в последние годы Великой Отечественной войны. | [ 34 ]               |
| 1943 | Юный Фриц                                               | Григорий Козинцев, Леонид Трауберг                  | ЦОКС                                              | 3  | ?      | не выходил       | Документы, объясняющие официальные причины запрета, не обнаружены. Министр кинематографии СССР Иван Большаков в своей книге «Советское киноискусство в годы Великой Отечественной войны» (1950) упрекает Козинцева и Трауберга в формализме и антихудожественной манере при создании картины. | [ 35 ]               |
| 1945 | Иван Грозный. Сказ второй: Боярский заговор             | Сергей Эйзенштейн                                   | Мосфильм                                          | 11 | 2373,7 | 1 сентября 1958  | Картине вменялось невежественное изображение исторических фактов и показ Ивана Грозного как слабовольного и слабохарактерного человека. Выпущен на экраны в период «хрущёвской оттепели». | [ 36 ]               |
| 1945 | Простые люди                                            | Григорий Козинцев, Леонид Трауберг                  | Ленфильм                                          | 8  | 2147   | 25 августа 1956  | Фильм получил положительную оценку на худсовете Министерства кинематографии СССР и во время обсуждений после показа в Доме кино, а 19 декабря 1945 года картине было выдано разрешительное удостоверение. Однако после публикации 20 июля 1946 года статьи Е. Ковальчука «Фальшивый фильм» в газете «Культура и жизнь» и после упоминания в Постановлении ЦК ВКП(б) «О кинофильме „Большая жизнь“» от 4 сентября 1946 года фильм был положен на полку. Выпущен на экраны в период «хрущёвской оттепели».                                                                                             | [ 37 ] [ 38 ] [ 39 ] |
| 1946 | Большая жизнь. Вторая серия                             | Леонид Луков                                        | Союздетфильм                                      | 9  | 2618   | 21 декабря 1958  | Запрещён к выпуску Постановлением ЦК ВКП(б) «О кинофильме „Большая жизнь“» от 4 сентября 1946 года. Картине был поставлен ряд обвинений, среди которых фальшивое изображение восстановления послевоенного Донбасса. Выпущен на экраны в период «хрущёвской оттепели», хотя Постановление ЦК ВКП(б) о фильме было признано ошибочным и отменено только в годы перестройки. | [ 40 ] [ 39 ]        |
| 1947 | Свет над Россией                                        | Сергей Юткевич                                      | Мосфильм                                          | 7  | 2061   | не выходил       | 27 октября 1947 года фильм получил разрешительное удостоверение, но вскоре оно было аннулировано. Фильм был запрещён к выпуску по ряду причин, среди которых неприятие картины Сталиным. После XX съезда КПСС Юткевичу предложили восстановить фильм, но он отказался из-за того что не сохранились материалы первой редакции фильма. В Госфильмофонде сохранилась вторая редакция фильма. | [ 41 ]               |
| 1947 | Фатали-хан                                              | Ефим Дзиган                                         | Бакинская киностудия                              | 10 | 2626   | 1 мая 1959       | Не был выпущен по причине «отступления от исторической правды» и господствующих в советской идеологии конца 1940-х годов антинационалистических тенденций и великорусского шовинизма. 26 февраля 1948 года было выдано разрешительное удостоверение варианту фильма на азербайджанском языке, однако сведений о республиканском прокате в пределах АзССР не обнаружено. Выпущен на экраны в период «хрущёвской оттепели». | [ 42 ]               |
| 1948 | Кето и Котэ                                             | Вахтанг Таблиашвили, Шалва Гедеванишвили            | Тбилисская киностудия                             | 10 | 2435   | 8 июня 1953      | Возможная причина запрета, по мнению Марголита и Шмырова — арест Шалва Гедеванишвили, одного из постановщиков фильма, последовавший вскоре после окончания работы над картиной. Выпущен в прокат после смерти Сталина. | [ 43 ]               |
| 1949 | Звезда                                                  | Александр Иванов                                    | Ленфильм                                          | 9  | 2652,1 | 21 сентября 1953 | Был запрещён к выпуску, поскольку Сталина не устроил финал. Выпущен в прокат только после его смерти. | [ 44 ]               |
| 1950 | Огни Баку                                               | Александр Зархи, Иосиф Хейфиц, Рза Тахмасиб         | Бакинская киностудия                              | 10 | 2571   | 16 февраля 1958  | Причины запрета неясны. Выпущен на экраны в период «хрущёвской оттепели». | [ 45 ]               |
| 1951 | Второй караван                                          | Амо Бек-Назаров                                     | Ереванская киностудия                             |    |        | не выходил       | Фильм не был окончен. Несмотря на это, копия сохранилась в Госфильмофонде. Был запрещен Сталиным. Как писал режиссер в своей книге «Записки актера и кинорежиссера», все, что ему сообщили, ― Сталину не понравилось название. | [ 46 ]               |
| 1953 | Званый ужин (Разбитые мечты)                            | Фридрих Эрмлер                                      | Ленфильм                                          | 3  | 843    | 22 августа 1962  | Причины запрета неясны. Выпущен на экраны в период «хрущёвской оттепели». | [ 47 ]               |
| 1953 | Степные зори (Государственный глаз)                     | Леон Сааков                                         | Мосфильм                                          | 6  | 1669,4 | не выходил       | Фильм получил разрешительное удостоверение от 25 марта 1953 года для всесоюзного проката кроме Москвы, Ленинграда и столиц союзных республик, но затем Министерство культуры СССР наложило полный запрет на выпуск картины «ввиду крайне низкого идейно-художественного уровня». | [ 48 ]               |

### Фильмы 1953—1964
| Год  | Название (альтернативное название) | Режиссёр        | Киностудия                | Ч. | Метраж | Выход в прокат | Комментарий |        |
| ---- | ---------------------------------- | --------------- | ------------------------- | -- | ------ | -------------- | --- | ------ |
| 1962 | Застава Ильича                     | Марлен Хуциев   | Киностудия имени Горького |    |        | 30 января 1988 | Фильм Марлена Хуциева «Застава Ильича» подвергся цензуре из-за критики Никиты Хрущёва на встрече с деятелями литературы и искусства в 1963 году. Хрущёва возмутило, что молодёжь в кадре смело курит и распивает спиртное. Но больше всего первого секретаря ЦК КПСС разозлил финальный разговор главного героя с погибшим на фронте отцом. Хрущёв считал, что сцена идёт вразрез со всеми идеологическими установками. В 1965 году картина вышла в прокат под названием «Мне двадцать лет». |        |
| 1963 | Принимаю бой                       | Сергей Микаэлян | Ленфильм                  |    |        | 1966           | | [ 49 ] |

### Фильмы 1965—1984
| Год  | Название (Альтернативное название)                                      | Режиссёр                          | Киностудия                       | Ч. | Метраж | Выход в прокат      | Комментарий |        |
| ---- | ----------------------------------------------------------------------- | --------------------------------- | -------------------------------- | -- | ------ | ------------------- | --- | ------ |
| 1965 | Входящая в море                                                         | Леонид Осыка                      | Киностудия имени А. Довженко     |    |        | не выходил          | |        |
| 1965 | Родник для жаждущих                                                     | Юрий Ильенко                      | Киностудия имени А. Довженко     |    |        | 11 ноября 1987      | |        |
| 1966 | История Аси Клячиной, которая любила, да не вышла замуж (Асино счастье) | Андрей Кончаловский               | Мосфильм                         |    |        | 23 сентября 1988    | |        |
| 1966 | Скверный анекдот                                                        | Александр Алов, Владимир Наумов   | Мосфильм                         |    |        | 23 ноября 1987      | |        |
| 1966 | Формула радуги                                                          | Георгий Юнгвальд-Хилькевич        | Одесская киностудия              |    |        | не выходил          | |        |
| 1966 | Мальчик и девочка                                                       | Юлий Файт                         | Ленфильм                         |    |        | не выходил          | Фильм впервые показан в марте 2017 года на фестивале архивного кино «Белые Столбы».                                   |        |
| 1967 | Ангел (Комиссар)                                                        | Андрей Смирнов                    | Мосфильм                         |    |        | Октябрь 1987        | Первая новелла киноальманаха «Начало неведомого века»                                                                 |        |
| 1967 | Комиссар                                                                | Александр Аскольдов               | Киностудия имени М. Горького     |    |        | Ноябрь 1988         | |        |
| 1967 | Родина электричества (Комиссар)                                         | Лариса Шепитько                   | Мосфильм                         |    |        | Октябрь 1987        | Вторая новелла киноальманаха «Начало неведомого века»                                                                 |        |
| 1967 | Первороссияне                                                           | Александр Иванов, Евгений Шифферс | Ленфильм                         |    |        | не выходил          | Картина была чудом восстановлена до двум сохранившимся негативным плёнкам и представлена на суд зрителей в 2009 году. |        |
| 1967 | Христос приземлился в Гродно (Житие и вознесение Юрася Братчика)        | Владимир Бычков, Сергей Скворцов  | Беларусьфильм                    |    |        | 1989                | Не выпущен из-за религиозной тематики фильма                                                                          |        |
| 1968 | Интервенция (Величие и падение дома Ксидиас)                            | Геннадий Полока                   | Ленфильм                         |    |        | 10 мая 1987         | |        |
| 1968 | Совесть                                                                 | Владимир Денисенко                | Киностудия им. А. Довженко       |    |        | не выходил          | Восстановлен в 1989 году, премьера состоялась в 1990 году.                                                            | [ 50 ] |
| 1968 | Урок литературы                                                         | Алексей Коренев                   | Мосфильм                         |    |        | Май 1989            | |        |
| 1969 | Только три ночи                                                         | Гавриил Егиазаров                 | Мосфильм                         |    |        | Май 1989            | |        |
| 1971 | Долгие проводы                                                          | Кира Муратова                     | Одесская киностудия              |    |        | Июнь 1987           | |        |
| 1971 | Проверка на дорогах (Операция «С Новым годом!»)                         | Алексей Герман                    | Ленфильм                         |    |        | 6 ноября 1986       | Фильм был обвинён в «искажении образа героического времени»                                                           |        |
| 1972 | На Севере, на Юге, на Востоке, на Западе                                | Ефим Дзиган                       | Мосфильм                         |    |        | не выходил          | |        |
| 1972 | Тризна (Кулагер)                                                        | Булат Мансуров                    | Казахфильм                       |    |        | 14 января 1987      | |        |
| 1972 | Иванов катер                                                            | Марк Осепьян                      | Киностудия имени М. Горького     |    |        | декабрь 1987        | |        |
| 1973 | Заячий заповедник                                                       | Николай Рашеев                    | Киностудия имени А. Довженко     |    |        | 1 июля 1987 года    | |        |
| 1973 | Там, где горы белые…                                                    | Асхат Ашрапов, Виктор Пусурманов  | Казахфильм                       |    |        | Январь 1991         | |        |
| 1974 | Скворец и лира                                                          | Григорий Александров              | Мосфильм, Barrandov Studio, DEFA |    |        | не выходил          | |        |
| 1974 | Степные раскаты (Уральск в огне)                                        | Мажит Бегалин                     | Казахфильм                       |    |        | не выходил          | Фильм был показан по телевидению в 2002 году                                                                          |        |
| 1975 | Мой дом — театр                                                         | Борис Ермолаев                    | Мосфильм                         |    |        | 1 апреля 1987 года  | |        |
| 1976 | Вдовы                                                                   | Сергей Микаэлян                   | Ленфильм                         |    |        | 13 февраля 1978     | |        |
| 1977 | Вторая попытка Виктора Крохина                                          | Игорь Шешуков                     | Ленфильм                         |    |        | Февраль 1987        | |        |
| 1977 | Одинокий голос человека                                                 | Александр Сокуров                 | Ленфильм Учебная киностудия ВГИК |    |        | 7 августа 1987      | |        |
| 1978 | Ошибки юности                                                           | Борис Фрумин                      | Ленфильм                         |    |        | 18 марта 1989       | |        |
| 1978 | Пока безумствует мечта                                                  | Юрий Горковенко                   | Мосфильм                         |    |        | 5 декабря 1988      | |        |
| 1979 | Тема                                                                    | Глеб Панфилов                     | Мосфильм                         |    |        | 17 июня 1986 года   | |        |
| 1979 | Отпуск в сентябре                                                       | Виталий Мельников                 | Ленфильм                         |    |        | 5 июня 1987         | |        |
| 1980 | Лес                                                                     | Владимир Мотыль                   | Ленфильм                         |    |        | 30 ноября 1986 года | |        |
| 1981 | Агония                                                                  | Элем Климов                       | Мосфильм                         |    |        | 1 июня 1985         | |        |
| 1981 | Прощание за чертой                                                      | Карен Геворкян                    | Арменфильм                       |    |        | не выходил          | |        |
| 1984 | Покаяние                                                                | Тенгиз Абуладзе                   | Грузия-фильм                     |    |        | 11 января 1987      | |        |

## Фильмы, выпущенные только в республиканский прокат
| Год  | Название (Альтернативное название)          | Режиссёр                                      | Киностудия                                           | Ч. | Метраж | Выход в прокат                  | Комментарий |        |
| ---- | ------------------------------------------- | --------------------------------------------- | ---------------------------------------------------- | -- | ------ | ------------------------------- | --- | ------ |
| 1941 | В сторожевой будке                          | Диомиде Антадзе, Сандро Джалиашвили           | Тбилисская киностудия                                | 2  | 598    | 3 ноября 1941 (Т.)              | Выпущен только в республиканский прокат в ГССР. Причины ограничения проката неизвестны. |        |
| 1941 | В Чёрных горах                              | Николай Шенгелая                              | Тбилисская киностудия                                | 3  | 820    | 3 ноября 1941 (Т.)              | Выпущен только в республиканский прокат в ГССР. Причины ограничения проката неизвестны. |        |
| 1941 | Кровь за кровь                              | Габриелян Гурген, Арам Самвелян               | Арменкино                                            | 2  | 469,22 | 14 октября 1941 (Е.)            | Выпущен только в республиканский прокат в Армянской ССР. Причины ограничения проката неизвестны. |        |
| 1941 | Мать                                        | Леонид Луков                                  | Киностудия имени А. Довженко, Ташкентская киностудия | 2  | 400    | 18 сентября 1941 (Т.)           | Выпущен только в республиканский прокат в УзССР. Причины ограничения проката неизвестны. |        |
| 1941 | Огонь в лесу                                | Амасий Мартиросян                             | Ереванская киностудия                                | 2  | 540    | 16 сентября 1941 (Е.)           | Выпущен только в республиканский прокат в Армянской ССР. Причины ограничения проката неизвестны. |        |
| 1941 | Сын Родины                                  | Ага-Рза Кулиев                                | Бакинская киностудия                                 | 2  | 508    | 14 сентября 1941 (Б.)           | Выпущен только в республиканский прокат в АзССР. Причины ограничения проката неизвестны. |        |
| 1941 | Узбекский киноконцерт                       | Камиль Ярматов, Юлдаш Акзамов, Сергей Казаков | Ташкентская киностудия                               | 2  | 585    | 14 августа 1941 (Т.)            | Выпущен только в республиканский прокат в УзССР. Причины ограничения проката неизвестны. |        |
| 1941 | Урок советского языка                       | Арташес Ай-Артян                              | Ереванская киностудия                                | 3  | 748    | 14 октября 1941 (Е.)            | Выпущен только в республиканский прокат в Армянской ССР. Причины ограничения проката неизвестны. |        |
| 1941 | Форпост                                     | Котэ Микаберидзе                              | Тбилисская киностудия                                | 2  | 506    | 3 ноября 1941 (Т.)              | Выпущен только в республиканский прокат в ГССР. Причины ограничения проката неизвестны. |        |
| 1945 | Строптивые соседи                           | Шота Манагадзе                                | Тбилисская киностудия                                | 7  | 1949   | 1 ноября 1945 (Т.)              | В 1945 году выпущен только в республиканский прокат ГССР. Сценарий фильма получил низкую оценку со стороны руководства СССР, в том числе Сталина. Во всесоюзный прокат перевыпускался в 1960-х (?). | [ 51 ] |
| 1947 | Колыбель поэта                              | Котэ Пипинашвили                              | Тбилисская киностудия                                | 10 | 2574   | 28 августа 1947 (Т.); 1957 (ВЭ) | В 1947 году демонстрировался только в ГССР. Для выпуска во всесоюзный прокат не получил одобрения от худсовета Министерства кинематографии СССР, где картине были поставлены обвинения в идеализации старой Грузии и отрыве от социалистического реализма. Во всесоюзный прокат был выпущен в 1957 году. | [ 52 ] |
| 1953 | Стёпа-капитан (Адмирал)                     | Александр Козырь                              | Киностудия имени А. Довженко                         | ?  | ?      | ?                               | Демонстрировался только в УССР некоторое время. Причины ограничения проката неизвестны. Не сохранился. | [ 53 ] |
| 1958 | Весёлый разговор                            | В. Ляховецкий                                 | Киностудия имени А. Довженко                         | 2  | 400,8  | 30 декабря 1958 (К.)            | Выпущен только в республиканский прокат УССР. Причины ограничения проката неизвестны. | [ 54 ] |
| 1958 | Две семьи                                   | Давид Канделаки                               | Грузия-фильм                                         | 7  | ?      | 1959 (Т.)                       | Выпущен только в республиканский прокат ГССР. Причины ограничения проката неизвестны. | [ 55 ] |
| 1958 | Простая вещь                                | Тамаз Мелиава                                 | Киностудия имени А. Довженко                         | 6  | 1957   | 5 марта 1958 (К.)               | Телефильм, выпущенный только в республиканский прокат УССР. Причины ограничения проката неизвестны. | [ 56 ] |
| 1962 | Апрель                                      | Сергей Параджанов                             | Грузия-фильм                                         |    |        | 1972 (Т.)                       | |        |
| 1968 | Безумие                                     | Кальё Кийск                                   | Таллинфильм                                          |    |        | Март 1987 (ВЭ)                  | Выпущен только в республиканский прокат ЭССР. Во всесоюзный прокат был перевыпущен в 1987 году. |        |
| 1968 | Июнь, начало лета                           | Раймондас Вабалас                             | Литовская киностудия                                 |    |        | Июнь 1970 (В.)                  | |        |
| 1974 | Садуто-туто                                 | Альмантас Грикявичюс                          | Литовская киностудия                                 |    |        |                                 | |        |
| 1973 | Дед левого крайнего (Кисть старого мастера) | Леонид Осыка                                  | Киностудия имени А. Довженко                         |    |        |                                 | |        |

## Фильмы, выпущенные во всесоюзный прокат, но изъятые в год выпуска
| Год  | Название (Альтернативное название) | Режиссёр                                      | Киностудия                       | Ч. | Метраж | Выход в прокат                                     | Комментарий |               |
| ---- | ---------------------------------- | --------------------------------------------- | -------------------------------- | -- | ------ | -------------------------------------------------- | --- | ------------- |
| 1937 | Женитьба                           | Эраст Гарин, Хеся Локшина                     | Ленфильм                         | 7  |        | 28 июля 1937 года, изъят в августе                 | Изъятие картины историки кино связывают с началом кампании по разоблачению «мейерхольдовщины» и травли самого Всеволода Эмильевича, чьим учеником был Эраст Гарин. | [ 57 ] [ 58 ] |
| 1940 | Закон жизни                        | Александр Столпер, Борис Иванов               | Мосфильм                         | 10 | 2774   | 7 августа 1940 года, изъят 17 августа 1940 года    | Изъят сразу же после выхода разгромной статьи в «Правде», где был объявлен крупным политическим и творческим провалом.                                             | [ 59 ] [ 60 ] |
| 1940 | Преступление и наказание           | Павел Коломойцев                              | Ленинградская студия малых форм  | 3  | ?      | Изъят весной 1941 года, вновь показан в 1989 году. | «Сюжет картины построен на переживаниях расхитителя общественной собственности»                                                                                    | [ 61 ] [ 62 ] |
| 1943 | Ладога                             | Павел Паллей, Валерий Соловцов, Глеб Трофимов | Ленинградская студия кинохроники | 5  | ?      | Изъят после первых же показов                      | «По свидетельствам очевидцев и современников, первых зрителей ошеломил контраст между лицами партноменклатуры и людей обычных, уличных».                           | [ 63 ] [ 64 ] |

|-
|1961
|Человек ниоткуда
|Эльдар Рязанов
|Мосфильм
|
|
|18 мая 1961 года,
изъят 24 октября 1961 года,
вновь разрешили показывать в 1988 году.
|Фильм запретили после выступления М. А. Суслова на XXII съезде КПСС 24 октября 1961 года. Суслов осудил картину, указав на её «безыдейность» и «малохудожественность», и обвинил в очернении советской действительности. Запрет сняли в 1988 году решением Госкино СССР и конфликтной комиссии Союза кинематографистов СССР.

## Комментарии
1. ↑  Начинала постановку.
2. ↑  Режиссёр новеллы «Лесные братья».
3. ↑  Режиссёр новеллы «Смерть бати».
4. ↑  Режиссёр новеллы «Чудесная скрипка».
5. ↑  Режиссёр новеллы «Открытие сезона».
6. ↑  Общий руководитель постановки.
7. ↑  Режиссёр новеллы «Моды Парижа».
8. ↑  Режиссёр новеллы «Последний крестоносец».
9. ↑  Режиссёр новеллы «Левко».
10. ↑  Режиссёр новеллы «Учительница Карташова».
11. ↑  Режиссёр новеллы «Тоня».
12. ↑  Режиссёр новеллы «Однажды ночью».
13. ↑  Общий руководитель постановки.